# Radamel García
Radamel Enrique García King (Santa Marta, 1957. április 16. – Santa Marta, 2019. január 3.) válogatott kolumbiai labdarúgó, hátvéd, olimpikon.

## Pályafutása
1977 és 1991 között az Independiente Santa Fe, az Atlético Junior, az Unión Magdalena, a Tolima, az Atlético Bucaramanga, az Independiente Medellín és a venezuelai Deportivo Táchira játékosa volt. A kolumbiai válogatott tagjaként részt vett az 1980-as moszkvai olimpián.
Fia Radamel Falcao válogatott labdarúgó.